# Phreodrilidae
Phreodrilidae zijn een familie van ongewervelde dieren die behoren tot de ringwormen (Annelida).

## Taxonomie
De volgende taxa zijn bij de familie ingedeeld:
- Onderfamilie Phreodrilinae Brinkhurst, 1991
  - Geslacht Antarctodrilus Brinkhurst, 1965
  - Geslacht Phreodrilus Beddard, 1891
- Onderfamilie Phreodriloidinae Brinkhurst, 1991
  - Geslacht Astacopsidrilus Goddard, 1909
  - Geslacht Insulodrilus Brinkhurst, 1965
  - Geslacht Nesodrilus Pinder & Brinkhurst, 1997
  - Geslacht Phreodriloides Benham, 1907
  - Geslacht Schizodrilus Stout, 1958

### Taxon inquirendum
- Geslacht Tasmaniaedrilus Goddard, 1909

### Nomen dubium
- Geslacht Hesperodrilus Beddard, 1894

### Synoniemen
- Geslacht Gondwanaedrilus Goddard & Malan, 1913 => Antarctodrilus Brinkhurst, 1965